# Ni del Cotxer
Ni del Cotxer (ν Aurigae) és una estrella de la constel·lació del Cotxer. Està aproximadament a 215 anys llum de la Terra.
Ni Aurigae és una estrella gegant groga del tipus G amb una magnitud aparent de +3,97. Una estrella de la desena magnitud a 54,6 segons d'arc es designa com a Ni Aurigae B. Es tracta, doncs, d'una companya òptica.